# Bindenschwanz-Nachtschwalbe
Die Bindenschwanz-Nachtschwalbe (Nyctiprogne leucopyga) ist eine Vogelart aus der Familie der Nachtschwalben (Caprimulgidae).
Sie kommt in der Nordhälfte Südamerikas östlich der Anden von Venezuela südlich bis Bolivien und Brasilien vor.
Ihr Verbreitungsgebiet umfasst subtropischen oder tropischen feuchten Tieflandwald, Savannen, Regenwald, Waldränder, Galeriewald, Lebensräume nahe an Flüssen und Wasser, auch Sümpfe.

## Beschreibung
Die Bindenschwanz-Nachtschwalbe ist eine kleine, dunkel in Braunschattierungen gefiederte Nachtschwalbe. Sie ist 16–20 cm groß, das Männchen wiegt zwischen 23 und 24 g, das Weibchen zwischen 23 und 26 g. Die Geschlechter unterscheiden sich kaum. Die Oberseite ist braun, blassbraun gesprenkelt mit Graubraun und Zimtbraun ohne Nackenband, auf den Flügeln findet sich kein Weiß. Die Flügel sind lang mit spitzen Flügelenden. Quer über den Schwanz verläuft eine weiße Binde, die mitunter wenig auffällig sein kann. Es fehlen die bartähnlichen kleinen Federn an der Schnabelbasis.

## Stimme
Der Ruf des Männchens wird als hochtoniges gole-kwoik-kwak oder als chu,chewy-UU-ee beschrieben; auch froschartige Laute kommen vor.

## Geografische Variation
Es werden folgende Unterarten anerkannt:
- N. l. pallida Phelps, Sr & Phelps, Jr, 1952 – Venezuela, möglicherweise Nordosten Kolumbiens
- N. l. leucopyga (Spix), 1825,  Nominatform – Osten Venezuelas bis Französisch-Guayana und Nordbrasilien
- N. l. exigua Friedmann, 1945 – Süden Venezuelas und Osten Kolumbiens
- N. l. latifascia Friedmann, 1945 – äußerster Süden Venezuelas
- N. l. Majuscula Pinto & Camargo, 1952 – Nordosten Perus, Brasilien bis Bolivien und Norden Paraguays

## Lebensweise
Die Nahrung besteht aus Käfern, Ameisen und anderen fliegenden Insekten, die über dem Wasser und offenem Gelände, oft in großen Gruppen, gejagt werden. Dabei erinnert das Flugverhalten an eine Fledermaus. Diese Art ist dämmerungs- und nachtaktiv.
Die Brutzeit liegt in Venezuela zwischen Januar und wohl März. Das flache Nest wird direkt auf dem Boden angelegt, die Eier sind cremefarben oder gelbbraun mit kleinen dunklen Punkten und Linien.

## Gefährdungssituation
Die Bindenschwanz-Nachtschwalbe gilt als „nicht gefährdet“ (least concern).